# Blastobasis confusella
Blastobasis confusella é uma espécie de mariposa do gênero Blastobasis pertencente à família Coleophoridae.